# Potubeyli
Potubeyli är en ort i Azerbajdzjan.   Den ligger i distriktet Saatlı Rayonu, i den centrala delen av landet, 150 km väster om huvudstaden Baku. Antalet invånare är 944.
Terrängen runt Potubeyli är mycket platt. Runt Potubeyli är det ganska tätbefolkat, med 72 invånare per kvadratkilometer.. Närmaste större samhälle är Saatlı, 7,2 km nordost om Potubeyli.
Trakten runt Potubeyli består till största delen av jordbruksmark.